# Узел Нейвирта
Узел Нейвирта, или расслоенный узел, — узел, группа которого обладает конечно порождённым коммутантом.
Понятие введено Ли Нейвиртом.

## Свойства
- Дополнение узла Нейвирта есть пространство расслоения над окружностью, причем слой {\displaystyle F} является связной поверхностью, род которой равен роду узла.
- Коммутант {\displaystyle G'} группы узла Нейвирта является свободной группой ранга {\displaystyle 2g}, где {\displaystyle g} — род узла.
- Теорема Нейвирта. Коэффициент при старшем члене многочлена Александера узла Нейвирта равен 1, а степень этого многочлена равна {\displaystyle 2g}.
- Все торические узлы являются узлами Нейвирта
- Всякий альтернированный узел, старший коэффициент полинома Александера которого равен ±1, также узел Нейвирта.